# Lieutenant-gouverneur de Floride
Le lieutenant-gouverneur de la Floride est un élu du gouvernement de l'État de Floride aux États-Unis. Selon la Constitution de la Floride, le lieutenant-gouverneur est élu pour un mandat de quatre ans coïncidant avec celui du gouverneur de l'État, et le remplace en cas de vacance du poste.

## Histoire
La fonction de lieutenant-gouverneur est recréée par la constitution de 1968.

## Fonctions et élection
Le lieutenant-gouverneur est élu directement avec le gouverneur en tant que colistier. Le lieutenant-gouverneur est le premier dans la ligne de succession, mais la fonction de président du Sénat reste avec un sénateur élu.
Les lieutenants-gouverneurs sont limités à deux mandats consécutifs, mais peuvent se représenter par la suite; plus précisément, la Constitution stipule que Nul ne peut figurer sur le bulletin de vote pour être réélu ... la personne aura servi (ou, sans démission, aurait servi) à ce poste pendant huit années consécutives.

## Liste des lieutenants-gouverneurs de Floride
| #  | Lt. Gouverneur        | Image | Depuis           | Jusqu'à          | Parti       | Gouverneur en place    | Notes                                                           |
| -- | --------------------- | ----- | ---------------- | ---------------- | ----------- | ---------------------- | --------------------------------------------------------------- |
| 1  | William W. J. Kelly   |       | 20 décembre 1865 | 4 juillet 1868   | Républicain | David S. Walker        |                                                                 |
| 2  | William Henry Gleason |       | 7 juillet 1868   | 14 décembre 1868 | Républicain | Harrison Reed          |                                                                 |
| 3  | Edmund C. Weeks       |       | 24 janvier 1870  | 27 décembre 1870 | Républicain | Harrison Reed          |                                                                 |
| 4  | Samuel T. Day         |       | 3 janvier 1871   | 3 juin 1872      | Républicain | Harrison Reed          |                                                                 |
| 5  | Marcellus Stearns     |       | 7 janvier 1873   | 18 mars 1874     | Républicain | Ossian B. Hart         | Devint gouverneur à la suite de la mort de O.B. Hart            |
| 6  | Noble A. Hull         |       | 2 janvier 1877   | 3 mars 1879      | Démocrate   | George Franklin Drew   | Démission pour devenir représentant national                    |
| 7  | Livingston W. Bethel  |       | 4 janvier 1881   | 7 janvier 1885   | Démocrate   | William D. Bloxham     |                                                                 |
| 8  | Milton H. Mabry       |       | 7 janvier 1885   | 8 janvier 1889   | Démocrate   | Edward A. Perry        | Position abolie                                                 |
| 9  | Ray C. Osborne        |       | 7 janvier 1969   | 5 janvier 1971   | Républicain | Claude R. Kirk, Jr.    | Position recréée                                                |
| 10 | Tom Adams             |       | 5 janvier 1971   | 7 janvier 1975   | Démocrate   | Reubin O'Donovan Askew |                                                                 |
| 11 | Jim Williams          |       | 7 janvier 1975   | 2 janvier 1979   | Démocrate   | Reubin O'Donovan Askew |                                                                 |
| 12 | Wayne Mixson          |       | 2 janvier 1979   | 3 janvier 1987   | Démocrate   | Bob Graham             | Devint gouverneur à la suite de la démission de Bob Graham      |
| 13 | Bobby Brantley        |       | 6 janvier 1987   | 8 janvier 1991   | Républicain | Bob Martinez           |                                                                 |
| 14 | Buddy MacKay          |       | 8 janvier 1991   | 12 décembre 1998 | Démocrate   | Lawton Chiles          | Devint gouverneur à la suite de la mort de Lawton Chiles        |
| 15 | Frank Brogan          |       | 5 janvier 1999   | 3 mars 2003      | Républicain | Jeb Bush               | Démission pour devenir Président de Florida Atlantic University |
| 16 | Toni Jennings         |       | 3 mars 2003      | 2 janvier 2007   | Républicain | Jeb Bush               | Nommé en remplacement de Brogan                                 |
| 17 | Jeff Kottkamp         |       | 2 janvier 2007   | 4 janvier 2011   | Républicain | Charlie Crist          |                                                                 |
| 18 | Jennifer Carroll      |       | 4 janvier 2011   | 12 mars 2013     | Républicain | Rick Scott             | Démission                                                       |
| 19 | Carlos López-Cantera  |       | 3 février 2014   | 7 janvier 2019   | Républicain | Rick Scott             | Nommé en remplacement de Carroll                                |
| 20 | Jeanette Nuñez        |       | 8 janvier 2019   | en cours         | Républicain | Ron DeSantis           |                                                                 |